# Алайыги
А́лайыги (устар. Олешницы; эст. Alajõgi, Välgi jõgi; в верхнем течении — О́нгассааре, О́нгасааре, О́нгассаре) — река на северо-востоке Эстонии, течёт по территории волости Алутагузе в уезде Ида-Вирумаа. Впадает в Чудское озеро.
Длина реки составляет 28,8 км (по другим данным — 27 км). Площадь водосборного бассейна равняется 154,5 км² (по другим данным — 165 км²).
Вытекает из озера Пиккъярв с юго-восточной стороны на высоте 51,5 м над уровнем моря в пределах территории деревни Онгассааре. Впадает в северную часть Чудского озера на высоте 30 м над уровнем моря в деревне Алайыэ.